# دونا كاران
دونا كاران (بالإنجليزية: Donna Karan) (اسم عائلتها يُنطق كَيْرِنْ) (ولدت في 2 أكتوبر 1948) هي مصممة أزياء أميركية وهي من أسس العلامات التجارية دونا كاران نيويورك (بالإنجليزية: Donna Karan New York) و دكني (بالإنجليزية: DKNY) للملابس.
تعيش حاليا في نيويورك ولديها منزل على الشاطئ في إيست هامبتون، ومنزل آخر في باروت كاي، في جزر توركس وكايكوس.

## حياتها العملية

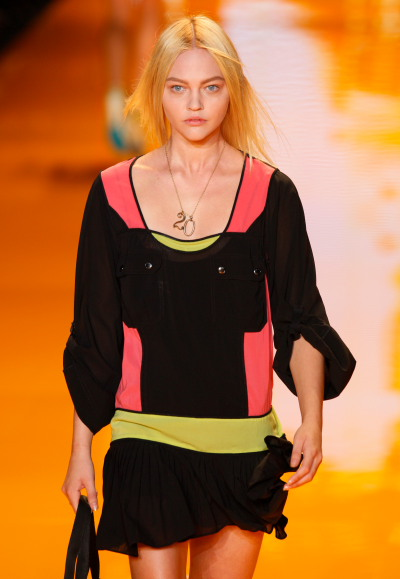
Sasha Pivovarova in DKNY by Donna Karan

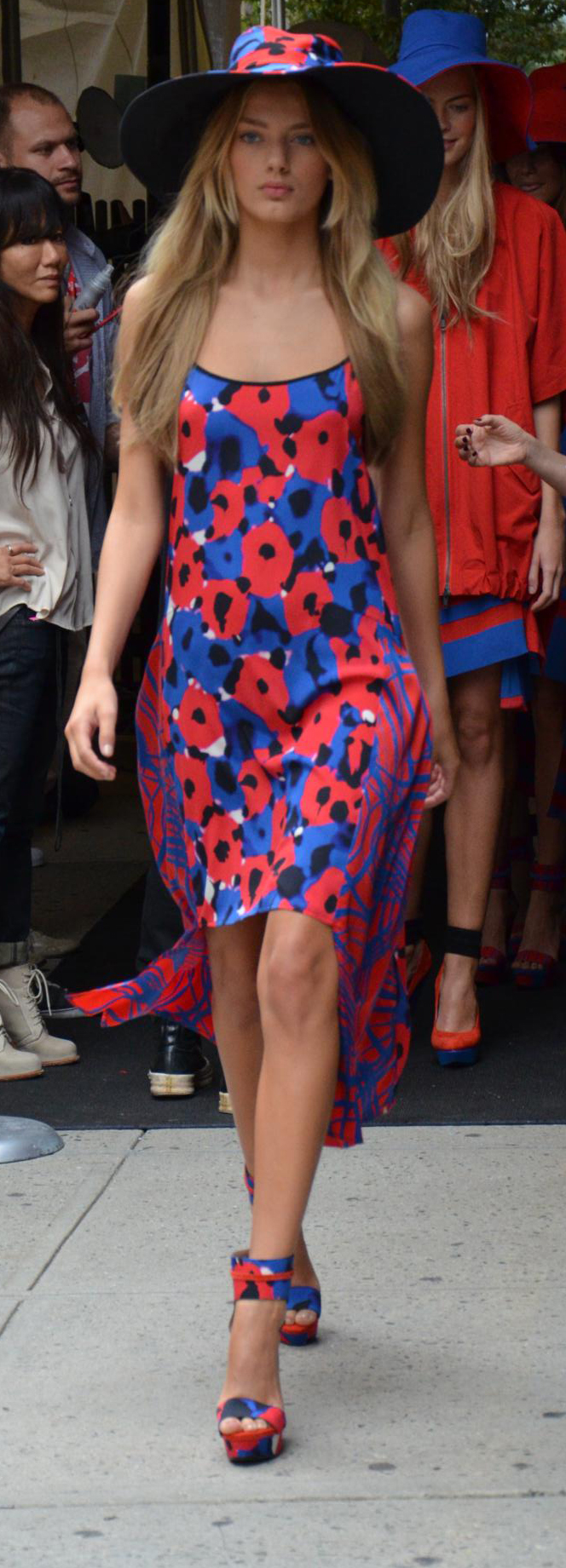
DKNY Spring 2012

## وصلات خارجية
- دونا كاران على موقع IMDb (الإنجليزية)
- دونا كاران على موقع الموسوعة البريطانية (الإنجليزية)
- دونا كاران على موقع مونزينجر (الألمانية)
- دونا كاران على موقع ميوزك برينز (الإنجليزية)
- دونا كاران على موقع إن إن دي بي (الإنجليزية)
- دونا كاران على موقع قاعدة بيانات الفيلم (الإنجليزية)

- الموقع الرسمي لدونا كاران